# Staple Inn
Staple Inn est un bâtiment de style Tudor situé côté sud de High Holborn Street dans la City, à Londres. Situé près de la station de métro Chancery Lane, il est utilisé comme lieu de rencontres de l'Institut et la Faculté des Actuaires. Il est le dernier survivant des Inns of Chancery. Il a été classé grade I en 1974.

## Histoire

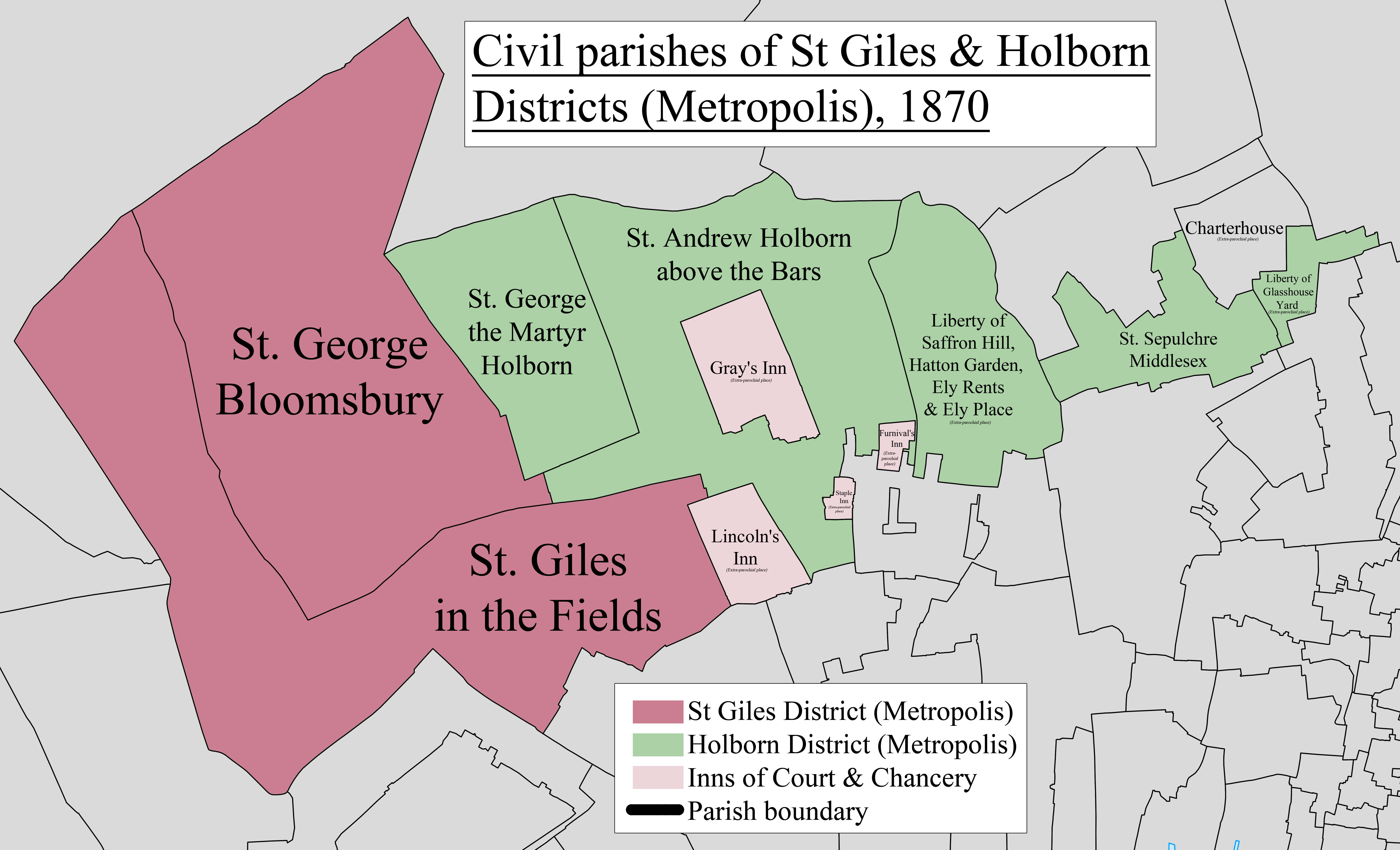
Une carte montrant les limites de l'Inn, en 1870.

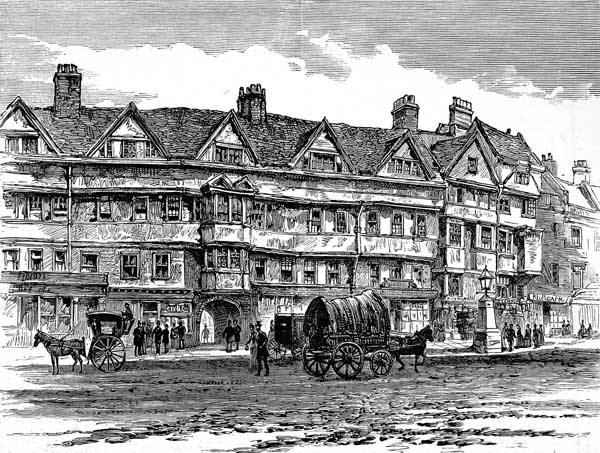
Staple Inn en 1886

Il était initialement fixé à Gray's Inn, qui est l'une des quatre Inns of court. Les Auberges de la Chancellerie tombèrent en décadence au XIXe siècle. Toutes ont été dissoutes, et la plupart ont été démolies. Staple Inn est le seul qui survit largement intact. Il est devenu une partie du Metropolitan Borough de Holborn dans les années 1900 et a été aboli dans les années 1930.
Le 1er avril 1994, les changements de limites des quartiers ont eu pour conséquence que Staple Inn a été transféré du Borough Londonien de Camden à la City de Londres et au quartier de Farringdon Sans.
Il a servi de modèle pour le fictif Inn of court "Bacon Inn" dans le roman de 1904 d'Arthur Moore " les Archers de l'Arc Long''.

## Description
Staple Inn date de 1585. Le bâtiment était autrefois l'endroit ou la laine était pesée et imposée. Il a survécu au Grand Incendie de Londres, a été très endommagé par un bombardement aérien allemand de la Luftwaffe en 1944, mais a ensuite été restauré. Il se distingue par les pans de bois de sa façade, ses toits courbes et sa cour intérieure.

Les intérieurs historiques comprennent une grande salle, utilisée par l'Institut et la Faculté des Actuaires. Le rez-de-chaussée sur rue abrite des commerces et des restaurants.

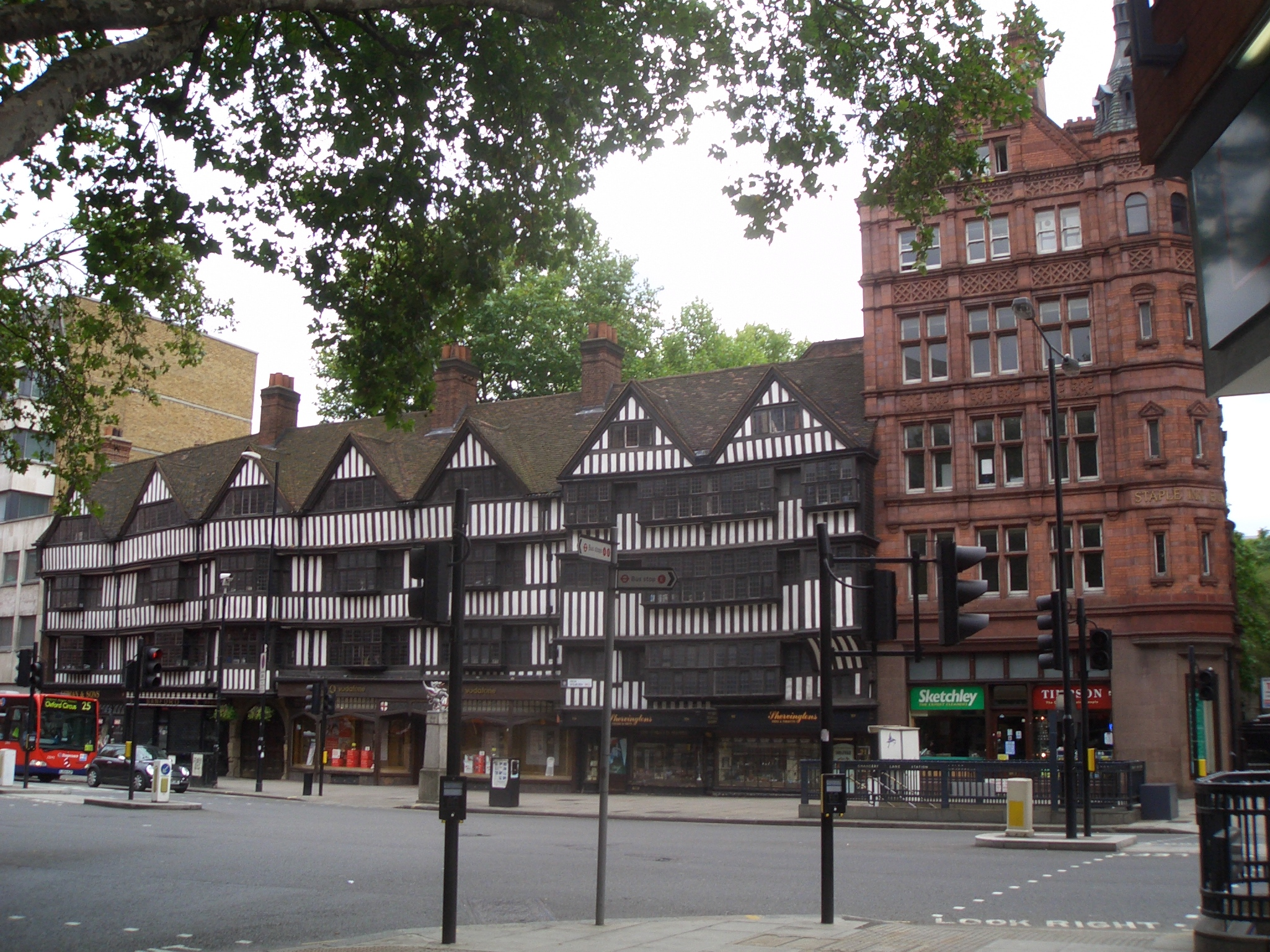
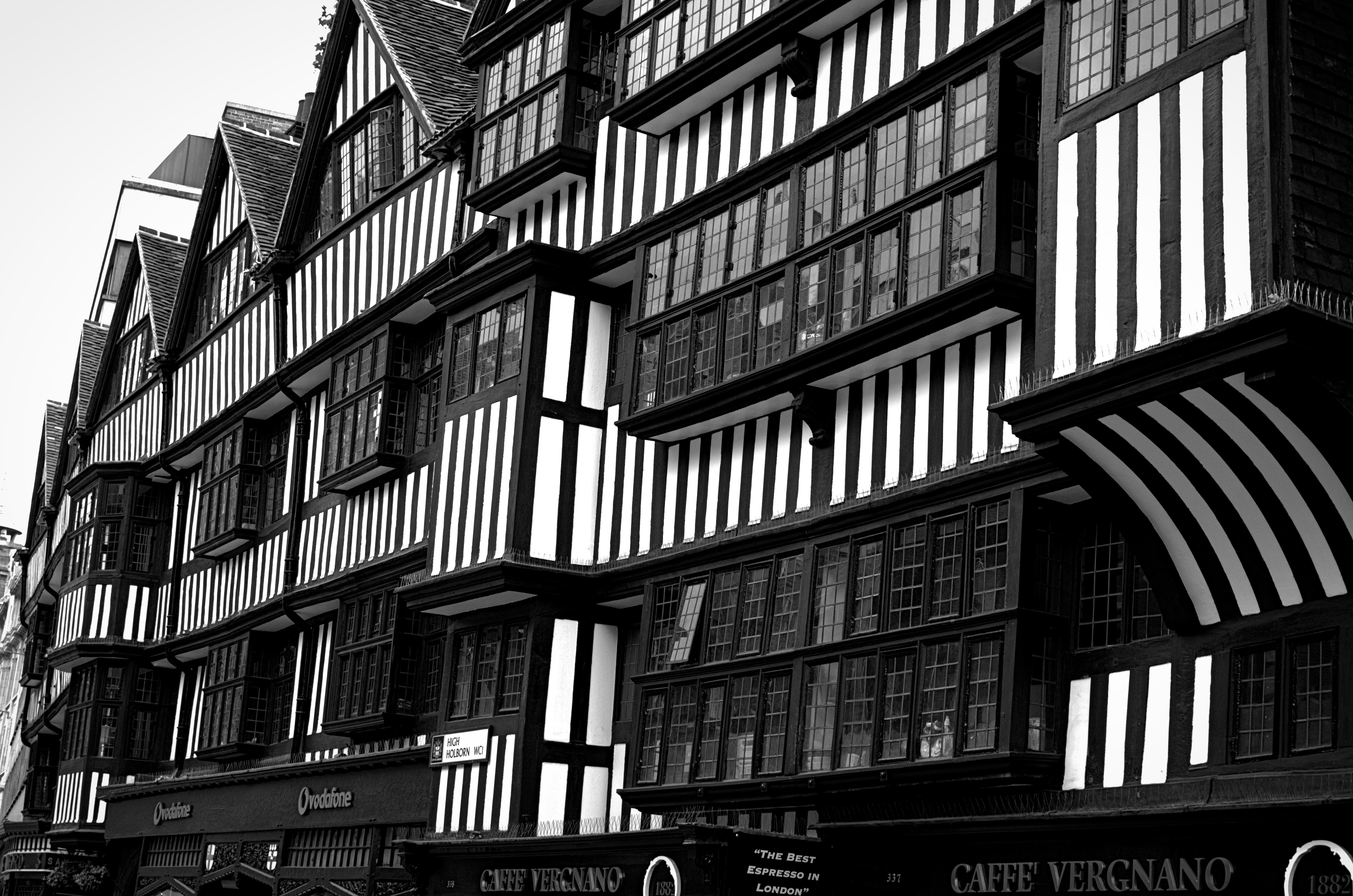
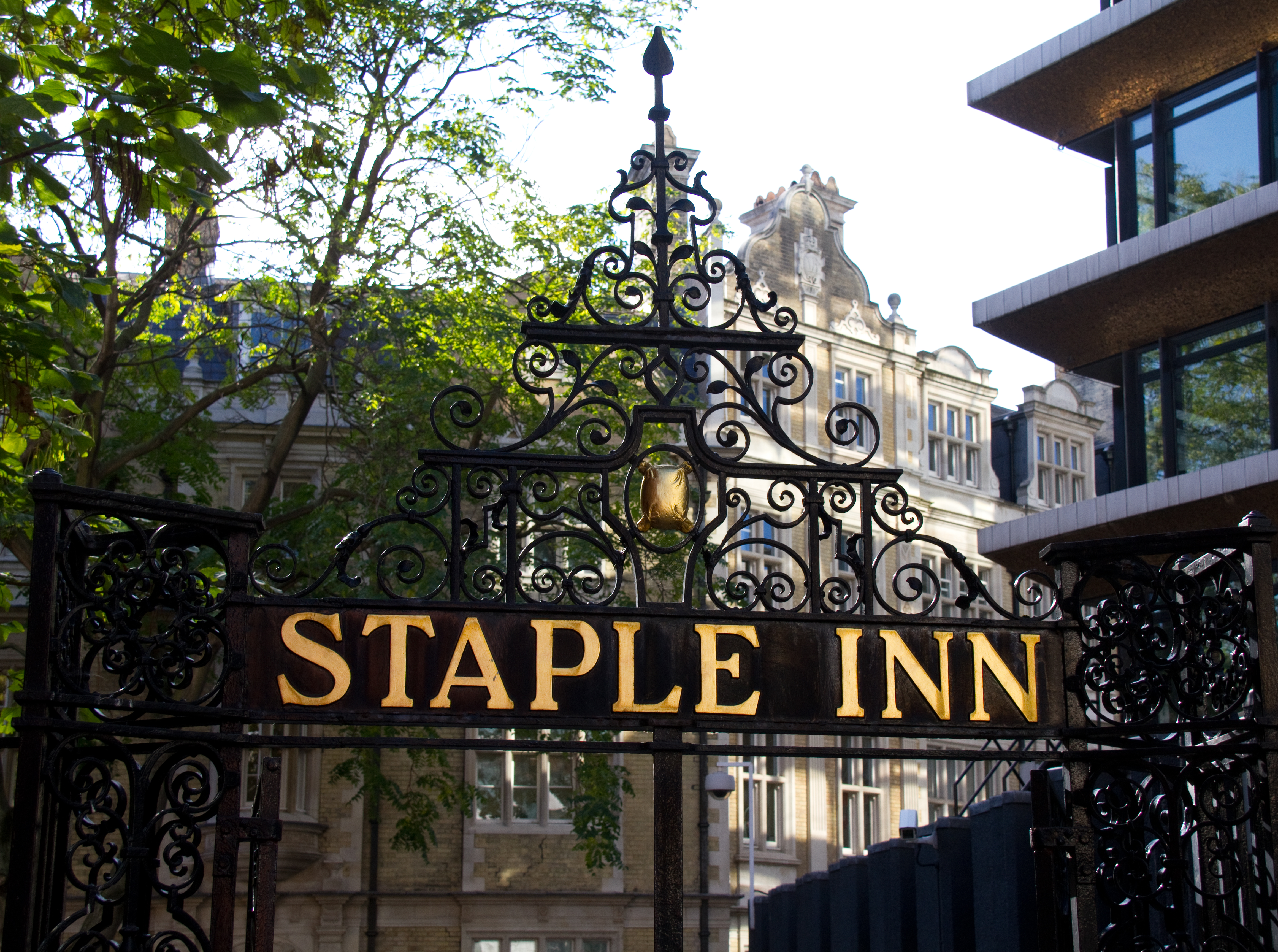
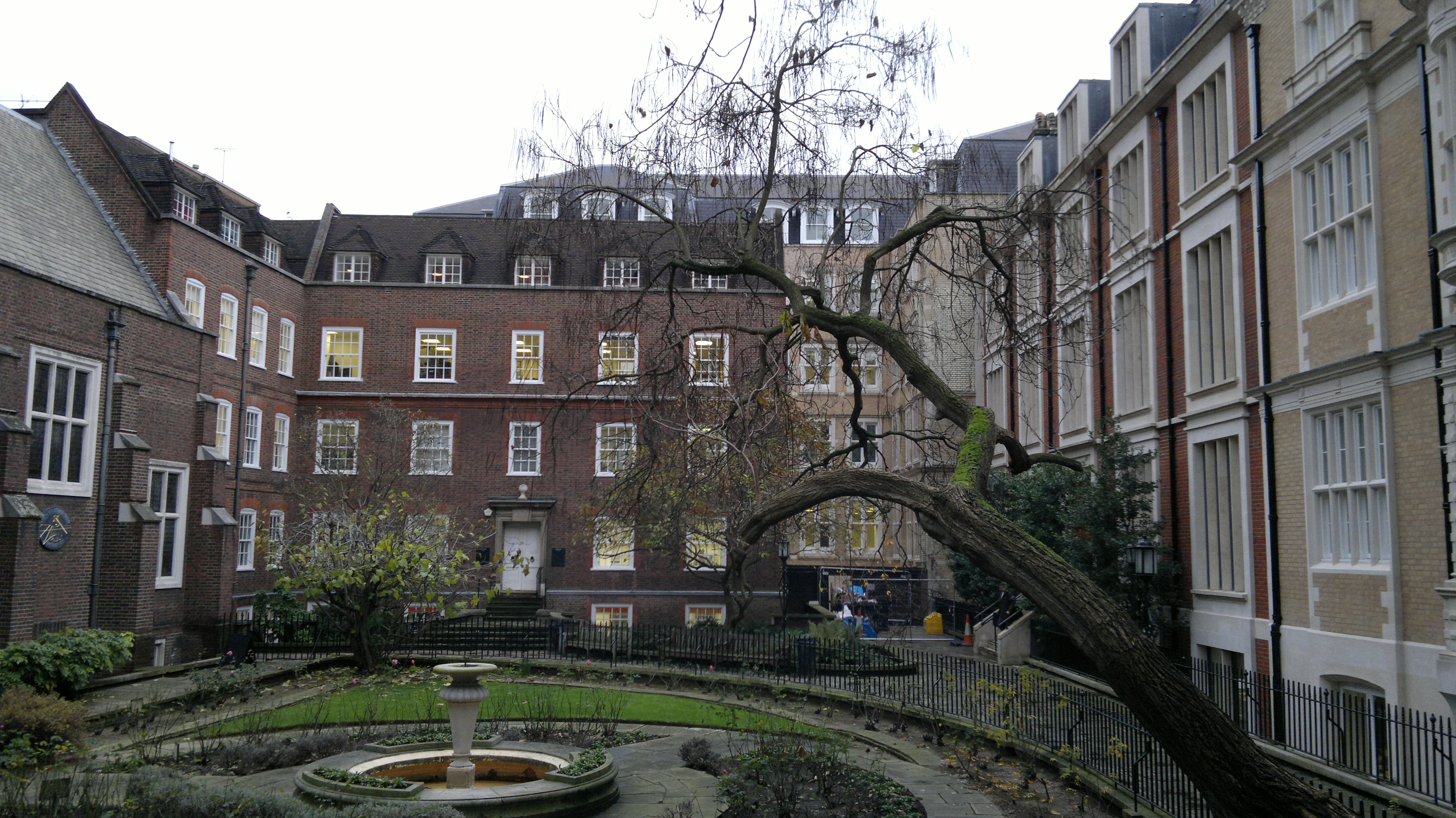
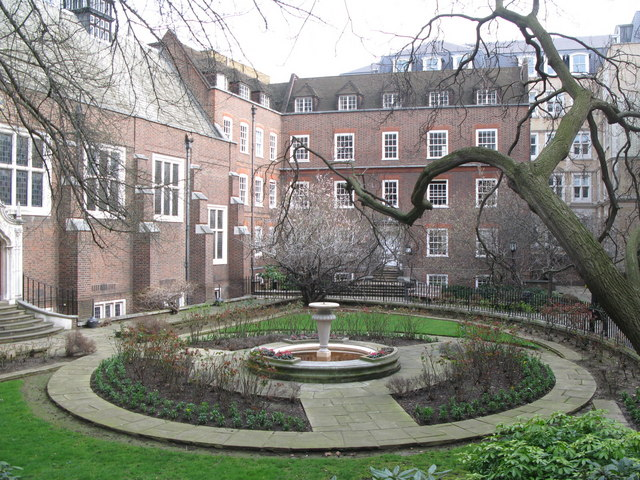
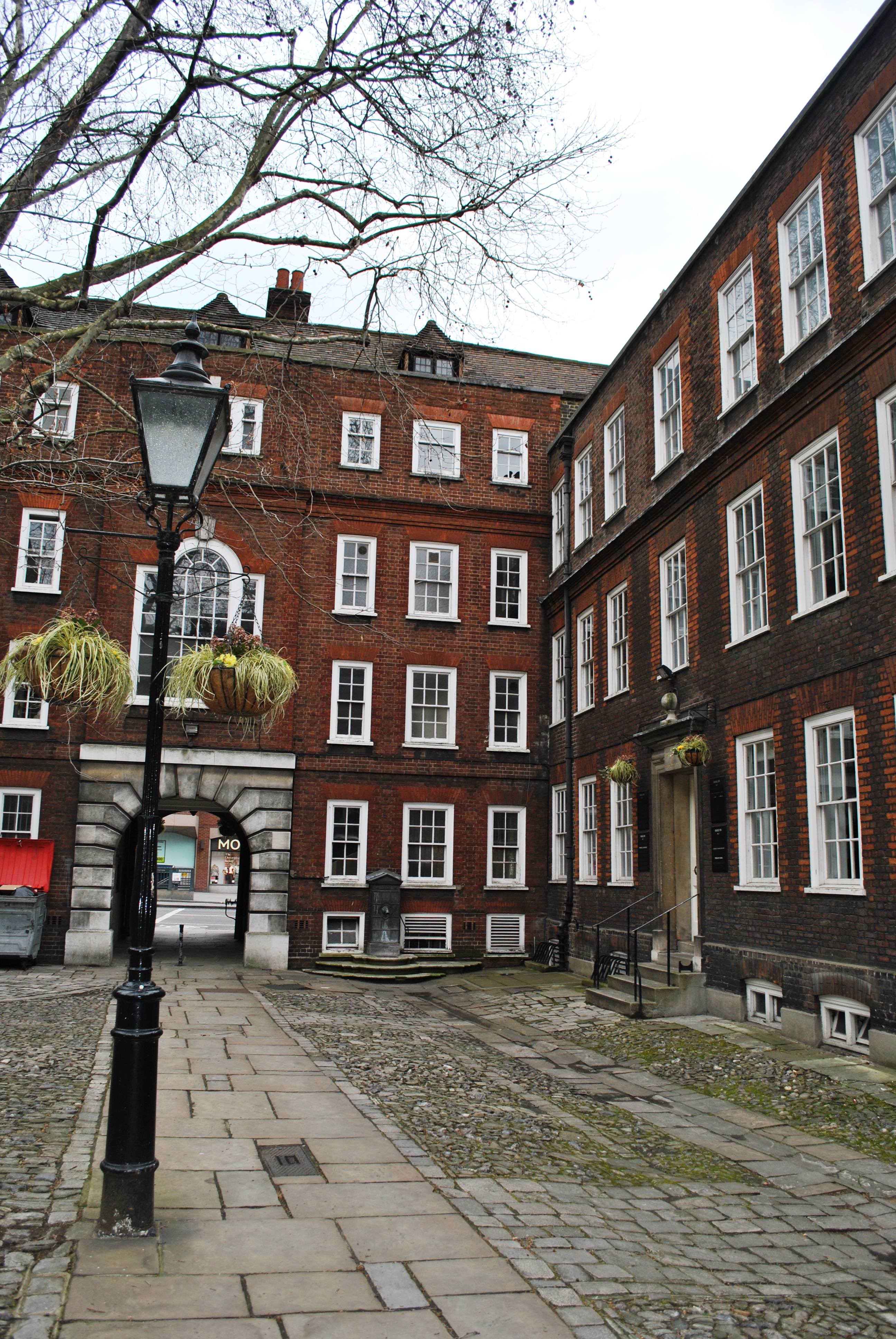